# Carotenoïde
Carotenoïden omvatten een omvangrijke groep (meer dan 600 verschillende soorten biomoleculen) van gele tot roodachtige biologische kleurstoffen, die vooral in de chromoplasten van planten, in bacteriën, maar ook in de huid, in het dekschild en in het pantser van dieren alsook in de veren of in het eigeel voorkomt, wanneer deze dieren via hun voedsel deze kleurstoffen binnenkrijgen. Voorbeelden hiervan zijn de kleur van het eigeel en de kleur van het kuikentje. De flamingo dankt haar kleur aan het eten van kreeftachtigen en blauwalgen. Het astaxanthine dat in deze diertjes voorkomt, wordt opgenomen in de veren van de flamingo. Voordat dit bekend was, werden flamingo's die in gevangenschap leefden langzamerhand wit van kleur. Bij gebrek aan astaxanthine verbleken de veren.

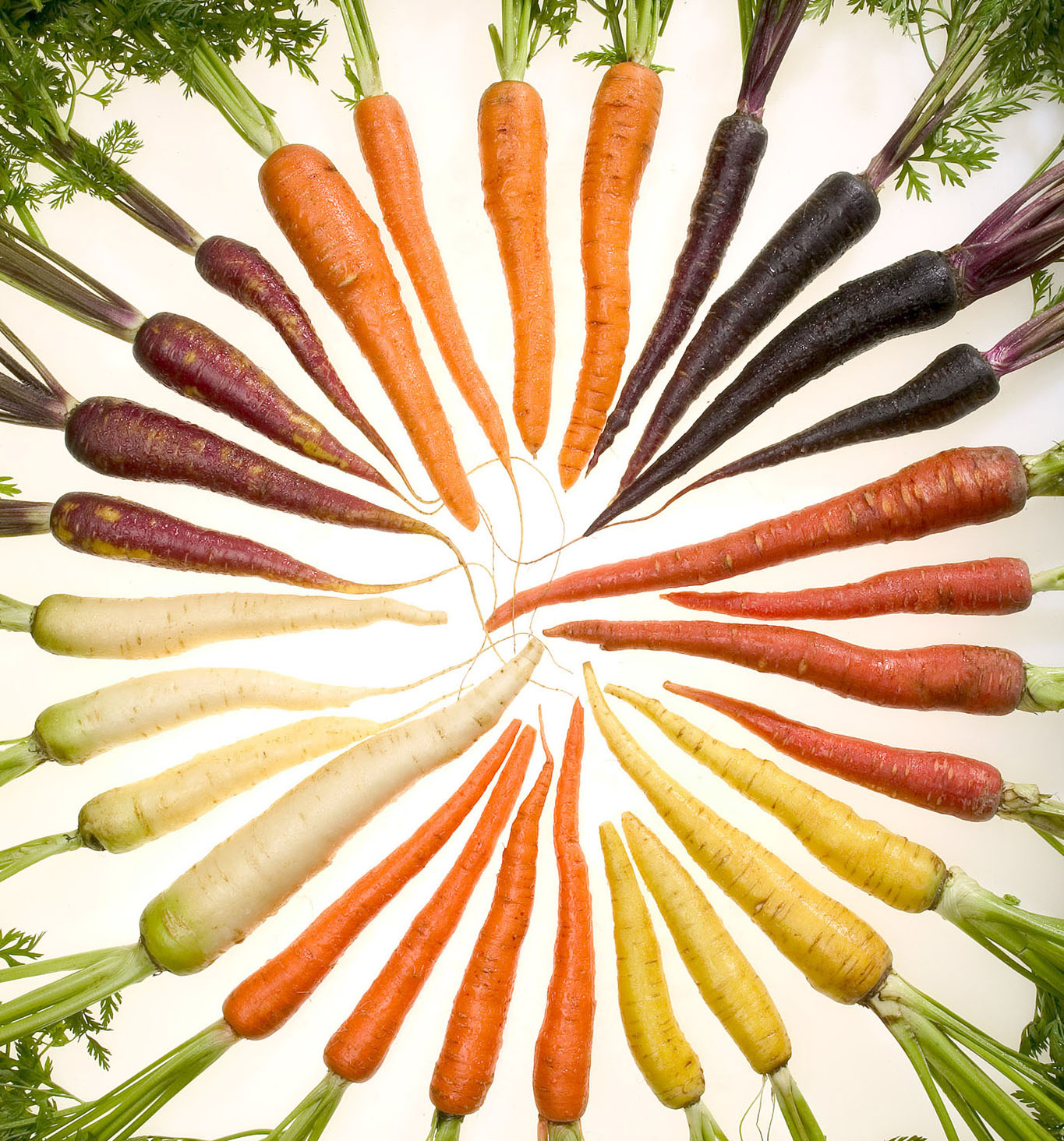
Wortelen in vele kleuren

Meestal bestaan carotenoïden uit onverzadigde koolwaterstofketens en hun oxidatieproducten. Carotenoïde is opgebouwd uit 8 isopreen-eenheden (2-methyl-1,3-butadieen-eenheden). Ze worden onderverdeeld in:
- carotenen, die alleen uit koolstof en waterstof bestaan,
- xanthofyllen, die zuurstofhoudende derivaten van caroteen zijn.

De carotenoïden behoren tot de secundaire plantenstoffen, omdat ze slechts in lage concentraties in planten voorkomen. De meest voorkomende vormen van carotenoïden in voedingsmiddelen zijn:
- alfacaroteen
- bètacaroteen
- bèta-kryptoxanthine
- astaxanthine
- luteïne
- zeaxanthine
- lycopeen

De eerste drie genoemde carotenoïden kunnen in het lichaam omgezet worden in retinol ofwel vitamine A. De meeste carotenoïden fungeren als antioxidant. Of dit ook in het menselijk lichaam gebeurt is onduidelijk.
Carotenoïde is bij het overdragen van energie bij de fotosynthese betrokken als antennepigment. Verder beschermen ze chlorofylmoleculen tegen de schadelijke gevolgen van zonlicht, bijvoorbeeld van ultraviolette straling.
anoxygene fotosynthese · caroteen · carotenoïde · bladgroenkorrel · chloroplast · bladgroen · chlorofyl · fotosynthese · fotosynthetisch pigment · thylakoïde · xanthofyl
Archaeplastida · algen · blauwalgen · Elysia chlorotica
fotoautotroof · fototroof
lichtreacties · fotosysteem I · fotosysteem II · fotolyse van water · Calvincyclus · redoxreactie · rubisco
Jan Baptista van Helmont · Jan Ingenhousz · Joseph Priestley · Theodor Wilhelm Engelmann · Melvin Calvin